# Al-Sultaniyya
Al-Sultaniyya (arabiska: تربة السلطانية, franska: Turbaẗ al-Ṣulṭāniyyaẗ, engelska: Turbah al-Ṣulṭānīyah, franska: Tombeau d'Oum sultan Haçen, Tourbé Oum Sultan Hacen, Tombeau d'Oum Sultan Hassen, Tombeau el-Soultânieh, Ttombeau de Khond ou  Khaouand, mère du Sultan Hassan, Mausolée Soultaniya, engelska: Aṣ-Ṣulṭānīya mausoleum and the Northern minaret, Mausoleum of al-Sultaniya, Qubba al-Turba al-Sultaniyya) är ett monument i Egypten.   Det ligger i guvernementet Kairo, i den norra delen av landet, i huvudstaden Kairo. Al-Sultaniyya ligger 51 meter över havet.
Terrängen runt Al-Sultaniyya är huvudsakligen platt, men den allra närmaste omgivningen är kuperad. Terrängen runt Al-Sultaniyya sluttar västerut. Runt Al-Sultaniyya är det tätbefolkat, med 383 invånare per kvadratkilometer. Närmaste större samhälle är Kairo, 4,4 km norr om Al-Sultaniyya. Trakten runt Al-Sultaniyya är ofruktbar med lite eller ingen växtlighet.